# Wilhelm Ohnesorge
Wilhelm Ohnesorge (Gräfenhainichen, 1872. június 8. – München, 1962. február 1.) német politikus. 1937. február 2-től a pártonkívüli Paul Freiherr von Eltz-Rübenach helyett ő lett a Hitler-kormány postaügyi minisztere. Ismert volt propagandabeli szerepéről is, például a német nukleáris fegyver fejlesztésében.